# Bartonit
Bartonit (IMA-Symbol Btn) ist ein selten vorkommendes Mineral aus der Mineralklasse der „Sulfide und Sulfosalze“ mit der idealisierten chemischen Zusammensetzung K6Fe20S26S und damit chemisch gesehen ein Kalium-Eisen-Sulfid.
Bartonit kristallisiert im tetragonalen Kristallsystem, entwickelt aber nur selten längliche Einzelkristalle bis etwa 50 μm Größe. Meist findet er sich in Form von unregelmäßigen Massen oder verwachsen mit Pyrrhotin. Das Mineral ist in jeder Form undurchsichtig (opak) und zeigt auf den Oberflächen der schwarzbraunen, auf polierten Flächen auch gelblich graugrünen bis grünbraunen, Aggregate einen schwachen Metallglanz. Die Strichfarbe von Bartonit ist schwarz.

## Etymologie und Geschichte
Erstmals entdeckt wurde Bartonit am Coyote Peak etwa 16 Meilen südwestlich von Orick im Humboldt County des US-Bundesstaates Kalifornien. Die Analyse und Erstbeschreibung erfolgte durch Gerald K. Czamanske, Richard C. Erd, B. F. Leonard und Joan R. Clark, die das Mineral nach Paul Booth Barton, Jr. (1930–2021) benannten. Dieser war Erzpetrologe bei der United States Geological Survey und wurde unter anderem 1984 mit der Roebling-Medaille und der Penrose-Medaille ausgezeichnet.
Czamanske, Erd und Clark sandten ihre Untersuchungsergebnisse und den gewählten Namen 1977 zur Prüfung an die International Mineralogical Association (interne Eingangsnummer der IMA: 1977-039), die den Bartonit als eigenständige Mineralart anerkannte. Die Erstbeschreibung wurde 1981 im Fachmagazin American Mineralogist veröffentlicht.
Das Typmaterial des Minerals wird in der Mineralogischen Sammlung des National Museum of Natural History (NMNH) in Washington, D.C. unter der Inventarnummer 149498 aufbewahrt.

## Klassifikation
Da der Bartonit erst 1977 als eigenständiges Mineral anerkannt wurde, ist er in der ebenfalls letztmalig 1977 überarbeiteten 8. Auflage der Mineralsystematik nach Strunz noch nicht verzeichnet.
In der zuletzt 2018 überarbeiteten Lapis-Systematik nach Stefan Weiß, die formal auf der alten Systematik von Karl Hugo Strunz in der 8. Auflage basiert, erhielt das Mineral die System- und Mineralnummer II/F.07-020. Dies entspricht der Klasse der „Sulfide und Sulfosalze“ und dort der Abteilung „Sulfide mit nichtmetallischem Charakter“, wo Bartonit zusammen mit Chlorbartonit, Pautovit und Rasvumit eine unbenannte Gruppe mit der Systemnummer II/F.07 bildet.
Die von der IMA zuletzt 2009 aktualisierte 9. Auflage der Strunz’schen Mineralsystematik ordnet den Bartonit dagegen in die Abteilung der „Sulfide von Arsen, Alkalien; Sulfide mit Halogeniden, Oxiden, Hydroxiden, H2O“ ein. Diese ist zudem präziser nach der Zusammensetzung unterteilt, so dass das Mineral entsprechend in der Unterabteilung „mit Cl, Br, I (Halogenidsulfide)“ zu finden ist, wo es zusammen mit Chlorbartonit die „Bartonitgruppe“ mit der Systemnummer 2.FC.10 bildet.
In der vorwiegend im englischen Sprachraum gebräuchlichen Systematik der Minerale nach Dana hat Bartonit die System- und Mineralnummer 02.09.19.01. Dies entspricht ebenfalls der Klasse der „Sulfide und Sulfosalze“ und dort der Abteilung „Sulfidminerale“, wo das Mineral als einziges Mitglied in der „Bartonitgruppe“ mit der Systemnummer 02.09.19 innerhalb der Unterabteilung „Sulfide – einschließlich Selenide und Telluride – mit der Zusammensetzung AmBnXp, mit (m+n) : p = 1 : 1“ zu finden ist.

## Kristallstruktur
Bartonit kristallisiert in der tetragonalen Raumgruppe I4/mmm (Raumgruppen-Nr. 139) mit den Gitterparametern a = 10,424 Å und c = 20,626 Å sowie zwei Formeleinheiten pro Elementarzelle.

## Bildung und Fundorte
An seiner Typlokalität am Coyote Peak in im nordkalifornischen Humboldt County bildete sich Bartonit in einem mafischen Alkali-Diatrem, das in den anstehenden Franciscan-Komplex eingedrungen (intrudiert) war. Bartonit tritt dort vorwiegend Pyrrhotin, aber auch mit anderen Sulfiden und Silikaten vergesellschaftet auf wie unter anderem mit Djerfisherit, Erdit, Löllingit, Magnetit, Nephelin, Phlogopit, Pyrit, Rasvumit und Sphalerit.
Als seltene Mineralbildung konnte Bartonit nur an wenigen Orten nachgewiesen werden, wobei weltweit bisher rund 10 Fundorte dokumentiert sind (Stand 2025). In den Vereinigten Staaten wurde das Mineral außer an seiner Typlokalität in Kalifornien nur noch im „Lunar Crater“, einem etwa 80 km langen und 15 bis 20 km breiten Vulkanfeld entlang der beiden Gebirgszüge Reveille Range und Pancake Range im Nye County in Nevada gefunden.
Weitere bisher bekannte Fundorte sind das Xikeer-Basalt im Kreis Payzawat (auch Jiashi) im autonomen chinesischen Gebiet Xinjiang, der Osečná-Komplex im Liberecký kraj in Tschechien, die Selten-Erd- und Uran-Lagerstätte Kvanefjeld am Kuannersuit im Ilimmaasaq-Komplex in Südwest-Grönland, im Steinbruch Vispi in der italienischen Gemeinde San Venanzo (Provinz Terni, Umbrien), ein unbenannter Marmor-Steinbruch bei Tulul al Hammam im Gouvernement Amman des Haschimitischen Königreiches Jordanien, die Grube Oktjabrski im Bergbaurevier Norilsk-Talnach (englisch Talnakh) in der Region Krasnojarsk sowie die Grube Karnassurt am gleichnamigen Berg und der Berg Kuamdespachk am Fluss Suoluai in der Lowosero-Tundra auf der Halbinsel Kola (Oblast Murmansk) und dem Vulkankomplex Kildyam in der Republik Sacha in Russland.